# Ludinica
Ludinica falu Horvátországban, Sziszek-Monoszló megyében. Közigazgatásilag Velika Ludinához tartozik. 

## Fekvése
Sziszek városától légvonalban 27, közúton 33 km-re északkeletre, községközpontjától 7 km-re északkeletre, a Monoszlói-hegység lejtőin, Katoličko Selišće, Gornja Vlahinićka és Moslavačka Slatina között, az azonos nevű patak partján fekszik.

## Története
A község falvaihoz hasonlóan fejlődése a 18. század második felében, Mária Terézia uralkodása idején gyorsult fel. 1773-ban az első katonai felmérés térképén „Dorf Ludinicza” alakban szerepel. A 19. század elején rövid ideig francia uralom alá került, majd ismét a Habsburg Birodalom része lett. 
A falunak 1857-ben 56, 1910-ben 163 lakosa volt. Belovár-Kőrös vármegye Krizsi, majd Kutenyai járásához tartozott. 1918-ban az új szerb-horvát-szlovén állam, majd később Jugoszlávia része lett. A II. világháború idején a Független Horvát Állam része volt. A háború után a béke időszaka köszöntött a településre, enyhült a szegénység és sok ember talált munkát a közeli városokban. A falu 1991. június 25-én a független Horvátország része lett. 1993-ban Sziszek-Monoszló megyén belül megalakult Velika Ludina község, melyhez a falu is tartozik. A lakosság fogyásának oka elsősorban a gazdasági fejlődés feltételeinek a hiánya. A településnek 2011-ben 14 lakosa volt.

## Népesség
| Lakosság változása | Lakosság változása | Lakosság változása | Lakosság változása | Lakosság változása | Lakosság változása | Lakosság változása | Lakosság változása | Lakosság változása | Lakosság változása | Lakosság változása | Lakosság változása | Lakosság változása | Lakosság változása | Lakosság változása | Lakosság változása |
| ------------------ | ------------------ | ------------------ | ------------------ | ------------------ | ------------------ | ------------------ | ------------------ | ------------------ | ------------------ | ------------------ | ------------------ | ------------------ | ------------------ | ------------------ | ------------------ |
| 1857               | 1869               | 1880               | 1890               | 1900               | 1910               | 1921               | 1931               | 1948               | 1953               | 1961               | 1971               | 1981               | 1991               | 2001               | 2011               |
| 56                 | 62                 | 77                 | 106                | 117                | 163                | 154                | 211                | 130                | 140                | 112                | 62                 | 44                 | 31                 | 18                 | 14                 |